# II liga polska w hokeju na lodzie (2015/2016)
II liga polska w hokeju na lodzie w sezonie 2015/2016 rozgrywana na przełomie 2015 i 2016 roku jako 5. sezon rozgrywek o mistrzostwo II ligi w hokeju na lodzie po reaktywacji rozgrywek na tym poziomie ligowym. W poprzedniej edycji 2014/2015 rozgrywki wygrała drużyna Mad Dogs Sopot.

## Uczestnicy
Format rozgrywek został stworzony z podziałem na grupy wedle geograficznego położenia drużyn. Ustalono trzy grupy.
Do Grupy Północnej przystąpiło siedmiu uczestników, do Grupy Południowej ośmiu, do Grupy Północno-Wschodniej pięciu. W Grupie Północnej początek ligi zaplanowano na 24 października 2015, w Grupie Południowej na 17 października 2015, w Grupie Północno-Wschodniej 22 listopada.
| Grupa Południowa - Gazda Team Nowy Targ - Niespełnieni Oświęcim - Orlik II Opole - Pionier Tychy → STH Tychy Wolves - Polonia II Bytom - Sigma Katowice - WTH Wrocław - Zagłębie II Sosnowiec |  | Grupa Północno-Wschodnia - ADH Białystok - LHT Lublin - Masters Giżycko - Orły Warszawa - STH Siedlce |  | Grupa Północna - BKS Bydgoszcz - Dragons Gdańsk - Hokej Poznań - ŁKH Łódź - Mad Dogs Sopot - Oliwa Hockey Team Gdańsk - KH Warsaw Capitals |

## Sezon zasadniczy
Rywalizację w Grupie Południowej wygrali Niespełnieni Oświęcim.
Grupę Północno-Wschodnią wygrał zespół LHT Lublin, drugi był ADH Białystok, a trzeci Masters Giżycko.
W sezonie zasadniczym Grupy Północnej najlepszy był Hokej Poznań. W parach play-off zestawiono Hokej Poznań (1) z BKS Bydgoszcz (4) oraz ŁKH Łódź (2) z SKH Mad Dogs Sopot (3).

## Turniej finałowy
Na 17 kwietnia 2016 zaplanowano finałowy turniej o mistrzostwo II ligi, do którego awizowano pierwotnie udział zwycięzców trzech grup II ligi: Niespełnieni Oświęcim (Gr. Południowa), LTH Lublin (Gr. Północno-Wschodnia) oraz SKH Mad Dogs Sopot (Gr. Północna), lecz ostatnia z tych drużyn zrezygnowała z udziału w rywalizacji, w związku z czym jej miejsce zajął zespół ŁKH Łódź. W turnieju mistrzowskim zwycięstwo odniosła drużyna gospodarzy, Niespełnieni Oświęcim.
- Niespełnieni Oświęcim – LHT Lublin 18:1
- ŁKH Łódź – LHT Lublin 9:3
- Niespełnieni Oświęcim – ŁKH Łódź 5:0